# Mosteiro de Leyre

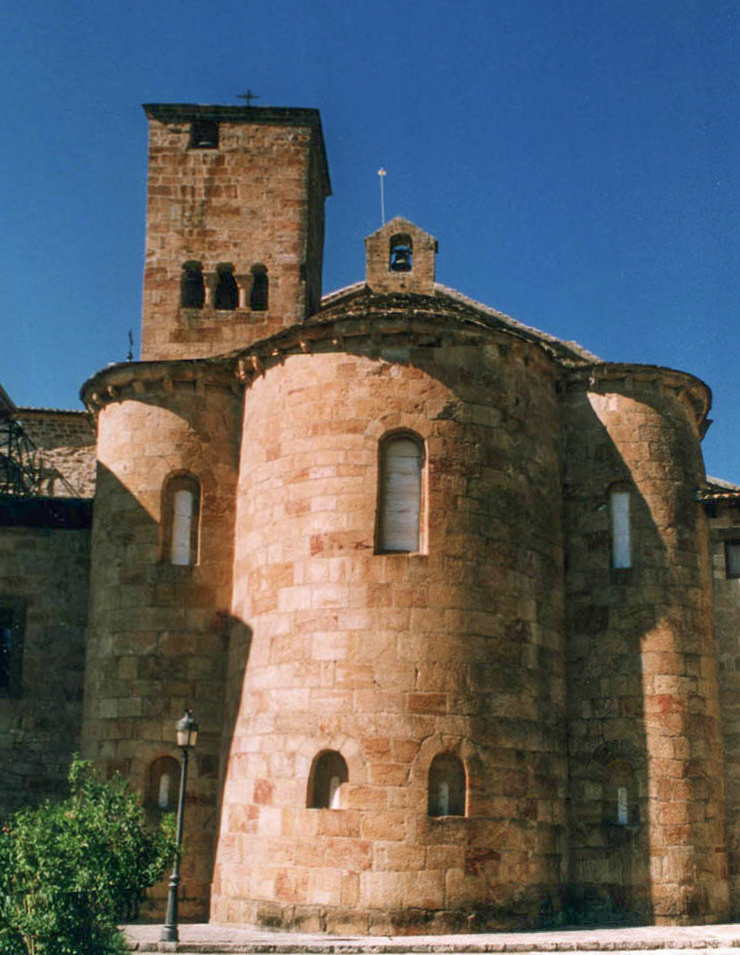
Mosteiro de Leyre

O Mosteiro de San Salvador de Leyre, mais conhecido como Mosteiro de Leyre (ou Leire (Leireko monasterioa) em basco) está situado na Sierra de Errando, ao nordeste da Comunidad Foral de Navarra en España. É um dos mosteiros mais relevantes da Península Ibérica, atendendo à sua historicidade e arquitectura.
Entre os diferentes edifícios que o compõem, há exemplos do românico muito relevantes, em excelente estado de conservação.